# Velika nagrada Bergama 1935
Velika nagrada Bergama 1935 je bila neprvenstvena dirka za Veliko nagrado v sezoni 1935. Odvijala se je 19. maja 1935 v italijanskem mestu Bergamo.

## Poročilo

### Pred dirko
Velika množica gledalcev se je zbrala na tej manjši italijanski ulični dirki, ki je potekala v mestu Bergamo. Zaradi ozke proge je bila štartna vrsta omejena na dvanajst dirkačev. Tazio Nuvolari je osvojil najboljši štartni položaj, nato sta sledila Gianfranco Comotti in Giovanni Minozzi. Luigi Soffietti je svoj običajni dirkalnik Maserati 8CM tokrat zmanejal za dirkalnik Alfa Romeo Monza.

### Dirka
Šart dirke je bil ob pol štirih popoldne. Nuvolari je takoj prevzel vodstvo, sledili so mu Giuseppe Farina, Comotti in Soffietti. Eugenio Siena in Ferdinando Barbieri sta se bolj v začelju srdito borila za boljše mesto. Nuvolari si je želel ustvariti večjo prednost s postavljanjem novega in novega rekorda proge, toda Farina mu je dobro sledil in po desetih krogih zaostajal le tri sekunde. Tretji je bil Comotti že dvajset sekund zadaj, toda moral je na postanek v bokse zaradi težav s hladilnikom, tako da je na tretje mesto napredoval Soffietti, za njim pa sta dirkala še Barbieri in Minozzi.
Nuvolari je še vedno vozil na polno in Farina je ščasoma začel bolj zaostajati. Minozzi je v enaindvasetem krogu odstopil zaradi okvare zadnjega vpetja, Carlo Pintacuda pa je uspel prehiteti Soffiettija za tretje mesto, toda za Farino je zaostajal že več kot dve minuti. Dvoboj med Sieno in Barbierijem se je končal z odstopom obeh, prvi zaradi težav s svečkami, drugi pa je zletel s proge. V petdesetem krogu je imel vodilni Nuvolari petindvajset sekund prednosti pred Farino, ostali pa so zaostajali že več kot tri minute. V zadnjih krogih je Renato Dusio prehitel Gina Cornaggio za šesto mesto. Ob koncu dirke je Nuvolari sureveno zmagal z dvominutno prednostjo pred Farino, ostali pa so zaostajali dva in več krogov. 

## Rezultati

### Dirka
| Poz | Št | Dirkač              | Moštvo             | Dirkalnik        | Krogi | Čas/Odstop    | Št. m. |
| --- | -- | ------------------- | ------------------ | ---------------- | ----- | ------------- | ------ |
| 1   | 2  | Tazio Nuvolari      | Scuderia Ferrari   | Alfa Romeo P3    | 70    | 2:23:38,2     | 1      |
| 2   | 4  | Giuseppe Farina     | Scuderia Subalpina | Maserati 4CM     | 70    | + 1:59,8      | 2      |
| 3   | 18 | Carlo Pintacuda     | Scuderia Ferrari   | Alfa Romeo P3    | 68    | +2 kroga      | 9      |
| 4   | 8  | Luigi Soffietti     | Privatnik          | Alfa Romeo Monza | 67    | +3 krogi      | 4      |
| 5   | 6  | Gianfranco Comotti  | Scuderia Ferrari   | Alfa Romeo P3    | 67    | +3 krogi      | 3      |
| 6   | 20 | Renato Dusio        | Scuderia Subalpina | Maserati 8CM     | 66    | +4 krogi      | 10     |
| 7   | 16 | Gino Cornaggia      | Privatnik          | Alfa Romeo Monza | 60    | +10 krogov    | 8      |
| 8   | 14 | Emilio Romano       | Privatnik          | Bugatti T51      | 56    | +14 krogov    | 7      |
| Ods | 24 | Ferdinando Barbieri | Privatnik          | Maserati 4CM     | 57    | Trčenje       | 12     |
| Ods | 10 | Eugenio Siena       | Scuderia Subalpina | Maserati 4CM     | 50    | Motor         | 5      |
| Ods | 12 | Giovanni Minozzi    | Privatnik          | Alfa Romeo Monza | 21    | Gred          | 6      |
| Ods | 22 | Giovanni Clerici    | Privatnik          | Maserati 4CM     | 13    | Puščanje olja | 11     |
| DNS | 26 | Mario Tadini        | Scuderia Ferrari   | Alfa Romeo P3    |       |               |        |